# DogMan (film, 2023)
 (Avril 2025).
Pour les articles homonymes, voir Dogman.
Ne doit pas être confondu avec Dogman (film).
Pour plus de détails, voir Fiche technique et Distribution.
DogMan est un drame psychologique français réalisé par Luc Besson, sorti en 2023.
Il est présenté en avant-première à la Mostra de Venise 2023.

## Synopsis
Incarcéré après avoir été arrêté alors qu'il conduisait un camion rempli de chiens, Douglas Munrow raconte son parcours à une psychiatre nommée Evelyn. Enfant, il a été maltraité par un père violent qui l'a ensuite jeté aux chiens. Mais au lieu de l'attaquer, ces derniers l'ont protégé et sont devenus ses alliés. Douglas s'échappe et grandit auprès de ces chiens, qui deviennent ses seuls amis.  Le héros est par ailleurs handicapé en raison d'une balle reçue dans le dos.
Adulte mais encore traumatisé, Douglas mène une vie de marginal. Peu à peu, il sombre dans une folie meurtrière,.
Au travers de flashbacks, Doug raconte l'histoire de sa vie. Parmi ces épisodes, on apprend son bref passage dans une institution pour mineurs où il tombe amoureux de sa professeure de théâtre, Salma. Cette dernière lui fait découvrir Shakespeare dont il connaît par cœur toutes les pièces. 
On découvre aussi Douglas en maître-chien. Bien dressés, les chiens dont il s'occupe l'aident tantôt à voler des bijoux et des objets précieux, tantôt à protéger des personnes dans le besoin. Doug révèle également qu'il s'est régulièrement produit en tant que drag queen dans un numéro de cabaret.

## Fiche technique
Sauf indication contraire, les informations mentionnées dans cette section peuvent être confirmées par la base de données cinématographiques IMDb,  présente dans la section « Liens externes ».
- Titre original et francophone : DogMan
- Réalisation et scénario : Luc Besson
- Musique : Éric Serra
- Décors : Hugues Tissandier
- Costumes : Corinne Bruand et Jacki Roach
- Photographie : Colin Wandersman
- Son : Yves Levêque
- Montage : Julien Rey
- Production : Virginie Besson-Silla et Steve Rabineau
- Sociétés de production : Luc Besson Production ; avec la participation d'Ondamax Films et d'EuropaCorp
- Société de distribution : Apollo Films (France)
- Pays de production :  France
- Langue originale : anglais
- Budget : 20 millions d'euros [3]
- Format : couleur - 2.39:1
- Genre : drame, thriller
- Durée : 114 minutes
- Dates de sortie[4] :
  - Italie : 31 août 2023 (Mostra de Venise)
  - France : 3 septembre 2023 (Festival de Deauville) ; 27 septembre 2023 (sortie nationale)

## Distribution
Sauf indication contraire, les informations mentionnées dans cette section peuvent être confirmées par la base de données cinématographiques IMDb,  présente dans la section « Liens externes ».
- Caleb Landry Jones (VF : Donald Reignoux)[5],[6]: Douglas Munrow[7]
  - Lincoln Powell (VF : Donald Reignoux) : Douglas Munrow adolescent
- Jonica T. Gibbs (VF : Corinne Wellong) : Evelyn
- Christopher Denham (VF : Anatole de Bodinat) : Ackerman
- Clemens Schick (VF : Loïc Houdré) : Mike Munrow, le père de Douglas
- John Charles Aguilar (VF : Diego Asensio) : El Verdugo
- Grace Palma (VF : Angèle Humeau) : Salma Bailey
- Iris Bry (VF : elle-même) : la mère de Douglas
- Marisa Berenson (VF : elle-même) : l'aristocrate
- Alexander Settineri (VF : Clément Moreau) : Richie Munrow, le frère de Douglas
- Michael Garza (en) (VF : Esteban Oertli) : Juan
- Joe Sheridan : Rodney
- Emeric Bernard-Jones (VF : Jean-Michel Vaubien) : Cher, drag-queen
- Kyran Peet (VF : Yoann Sover) : Madonna, drag-queen
- Jérémy Finet : Annie Lennox, drag-queen
- Tom Leeb (VF : lui-même) : Bradley, le mari de Salma
- Tom Hudson (VF : lui-même) : l'assistant d'Ackerman
- Kam Hugh : elle-même, drag-queen
- Corinne Delacour : la mère d'Evelyn
- Hedi Bouchenafa : un homme de main d'El Verdugo[8]
- Clément Penhoat (VF : lui-même) : un homme de main d'El Verdugo[9]

 Source et légende : version française (VF) sur RS Doublage et carton du doublage français.

## Production

### Genèse et développement
En janvier 2022, il est annoncé que Luc Besson fera son retour au cinéma, quatre ans après Anna, sorti en 2019. La première bande-annonce est diffusée lors d'un événement privé au Grand Rex le 24 janvier 2023 et s'ouvre sur une citation d'Alphonse de Lamartine : « Partout où il y a un malheureux, Dieu envoie un chien. »
L'acteur et chanteur américain Caleb Landry Jones décroche le rôle principal. Selon Variety, sa performance « intense » et « démesurée » devrait accroître la reconnaissance internationale dont il bénéficie depuis son prix d'interprétation masculine au Festival de Cannes 2021 pour Nitram.
La presse évoque un film aux tonalités sombres, plus proche des premiers longs-métrages du réalisateur, centré sur un personnage en marge de la société, à l'instar des protagonistes de Léon ou de Subway,.

### Tournage
Le tournage débute en mai 2022 au château de Saint-Germain-Lès-Corbeil et se poursuit en juin 2022 à Newark, dans le New Jersey. Des prises de vues ont également lieu en France, notamment dans les studios Dark Matters situés à Tigery (Essonne), spécialisés dans la production virtuelle. Le film est tourné en format large anamorphosé.

### Musique
La musique du film est composée par Éric Serra, marquant sa seizième collaboration avec Luc Besson. Le compositeur débute son travail sur le film en octobre 2022.
La tracklist[anglicisme à remplacer] comporte :
1. Arresting Marylin (01:43)

2. Not Sick Just Tired (05:04)

3. Starving The Dogs (01:19)

4. Family Lunch (01:29)

5. Meet Your New Family (01:02)

6. Mother Leaving (01:47)

7. In The Name Of God (01:04)

8. Juan Request For Hearing (02:46)

9. El Verdugo (03:45)

10. Evelyn on the crime scene (01:29)

11. New Peaks Of Hysteria (05:28)

12. Drained Of Emotions (02:14)

13. Salma And The Mirror (01:37)

14. Way Up To Broadway (02:05)

15. The bulging scrapbook (00:43)

16. Dogs Never Lie (04:25)

17. Romeo And Juliet And The Dogs (02:07)

18. Eagle-Eyed Ackerman (02:13)

19. Shortcut To Derelict School (01:52)

20. Kids We Have Company (01:10)

21. Do You Like Chili (02:31)

22. Angels Of The Apocalypse (01:29)

23. Gangbanger Traps (02:46)

24. We Had A Deal (02:30)

25. They Know What To Do (01:45)

26. Something In Common (02:19)

27. Walking To My Death (01:59)

28. Non, Je Ne Regrette Rien - Edith Piaf (02:22)

29. Autumn Star - Sateen (03:41)

30. No Regrets - Edith Piaf (02:29)
À cette liste, il faut ajouter Speak Softly Love. Au club, Douglas chante, en imitant Edith Piaf et Marlène Dietrich :
- La Foule, en français
- Lili Marleen, en anglais
- Non, je ne regrette rien, en français

## Sortie et accueil

### Festivals et sortie
Le film devait initialement sortir en France le 19 avril 2023. En juillet 2023, il est annoncé que le film sera en compétition officielle à la Mostra de Venise 2023. Il est ensuite projeté hors compétition au festival du cinéma américain de Deauville 2023.

### Critique
Le film reçoit un accueil mitigé de la part de la presse dans le monde. Le site anglophone Rotten Tomatoes donne une moyenne de 56% d’avis positifs d’après l’interprétation de 18 critiques. Sur Metacritic, qui utilise une moyenne pondérée, le film obtient une note de 37⁄100 pour 11 critiques.
En France, le site Allociné propose une moyenne de 2,9⁄5, d'après l'interprétation de 26 critiques de presse et une note de 4⁄5 sur la critique spectateurs.

### Box-office
| Pays ou région    | Box-office                        | Date d'arrêt du box-office | Nombre de semaines |
| ----------------- | --------------------------------- | -------------------------- | ------------------ |
| France            | 289 480 entrées                   | terminé                    | 6                  |
| Chine             | 440 000 entrées                   | en cours                   | 6                  |
| Italie            | 184 537 entrées                   | en cours                   | 6                  |
| Corée du Sud      | 45 000 entrées                    | en cours                   | 6                  |
| Mexique           | 45 000 entrées                    | en cours                   | 6                  |
| Monde hors France | 972 358 entrées                   | en cours                   | 6                  |
| Total mondial     | 1 261 838 entrées - 6 100 549 USD | en cours                   | 6                  |

France
Le film sort en salle le 27 septembre 2023. Lors de sa première journée d’exploitation, le film comptabilise 28 387 entrées, avant-première comprise.
Une semaine après sa sortie, le film attire près de 140 000 spectateurs et atteint la troisième place du box-office. Il s’agit par ailleurs du second pire démarrage de la carrière du réalisateur.
Le film est un échec dans le territoire national, il peine à atteindre seulement 280 000 entrées après un mois d’exploitation.
Hors de France
Le film sort simultanément dans les salles au Maroc, en Tunisie, aux Pays-Bas, en Hongrie et en Suisse romande avant une sortie plus large dans une trentaine de pays à travers le monde, d’octobre 2023 à février 2024.
Après des petits démarrages dans plusieurs pays et notamment en Croatie, en Slovénie, aux Pays-Bas et en Allemagne, c’est finalement en Italie où le film fait un bon démarrage en atteignant la troisième place au box-office national italien avec un cumul de plus de 66 000 entrées lors de sa première semaine d’exploitation.
Le film se maintient toujours dans le top 10 italien lors de sa deuxième semaine et parvient à atteindre 135 000 entrées en 15 jours. Dans le même temps, le cumul hors France dépasse les 150 000 entrées avec pour principal marché l’Italie, l’Allemagne (25 000 entrées) et les Pays-Bas.

## Distinctions

### Sélection
- Mostra de Venise 2023 : en compétition officielle
- Festival de Deauville 2023 : hors-compétition
- Festival international du film de Rio de Janeiro 2023 : sélection de films français
- Busan International Film Festival 2023 : open cinema